# 片山国嘉

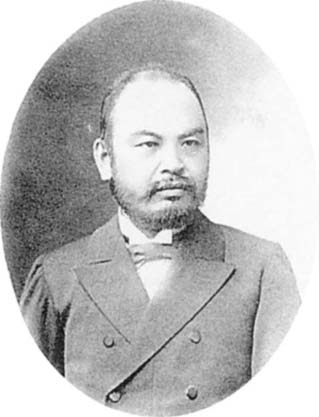
片山国嘉

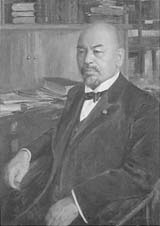
片山国嘉（和田英作筆）

片山 国嘉（かたやま くによし、安政2年7月7日（1855年8月19日） - 1931年（昭和6年）11月3日）は、日本の法医学者。

## 経歴
遠江国周智郡犬居村（現在の静岡県浜松市天竜区）の医師の二男として生まれる。大学東校を経て、1879年（明治12年）に東京大学医学部を卒業。東京大学助教授となり内務省衛生局にも勤務した。1884年（明治17年）から1888年（明治21年）まで法医学研究のためドイツ・オーストリア＝ハンガリーに留学し、ベルリン大学とウィーン大学で学んだ。帰国後、東京帝国大学医科大学教授に就任し、法医学講座を担当した。また1891年（明治24年）に医学博士の学位を得た。法学部で法医学の授業を担当したほか、東京慈恵医院医学専門学校（現在の東京慈恵会医科大学）講師も務めた。1921年（大正10年）、退官し、東京帝国大学名誉教授の称号を得た。
1931年（昭和6年）11月3日卒去。墓所は多磨霊園。

## 家族
- 父・片山棟庵 - 医師
- 兄・片山国棟 - 大学東校教授。長井長義、樫村清徳、大沢謙二とともに「東校の四天王」と称された秀才だったが、早世した。[5]
- 弟・片山謹一郞 (1868) - 帝国大学工科大学電気科卒業後、古河鉱業を経て官立製鉄所の技師となる。のち橫須賀酸水素、九州製作所各社長、東海鋼業取締役などを務めた。[6]
- 妻・かめ - 土佐藩医師山川幸喜二女
- 長男・片山国幸 - 慈恵会医大整形外科初代教授。東京帝国大学卒。岳父に石館友作。相婿に中浜東一郎長男・清。昭和初期の義手、義足研究の第一人者[7][8]。
- 長女・芳江 - 横浜正金銀行副頭取・山川勇木長男・麟一郞の妻。
- 二男・片山国忠

## 著書

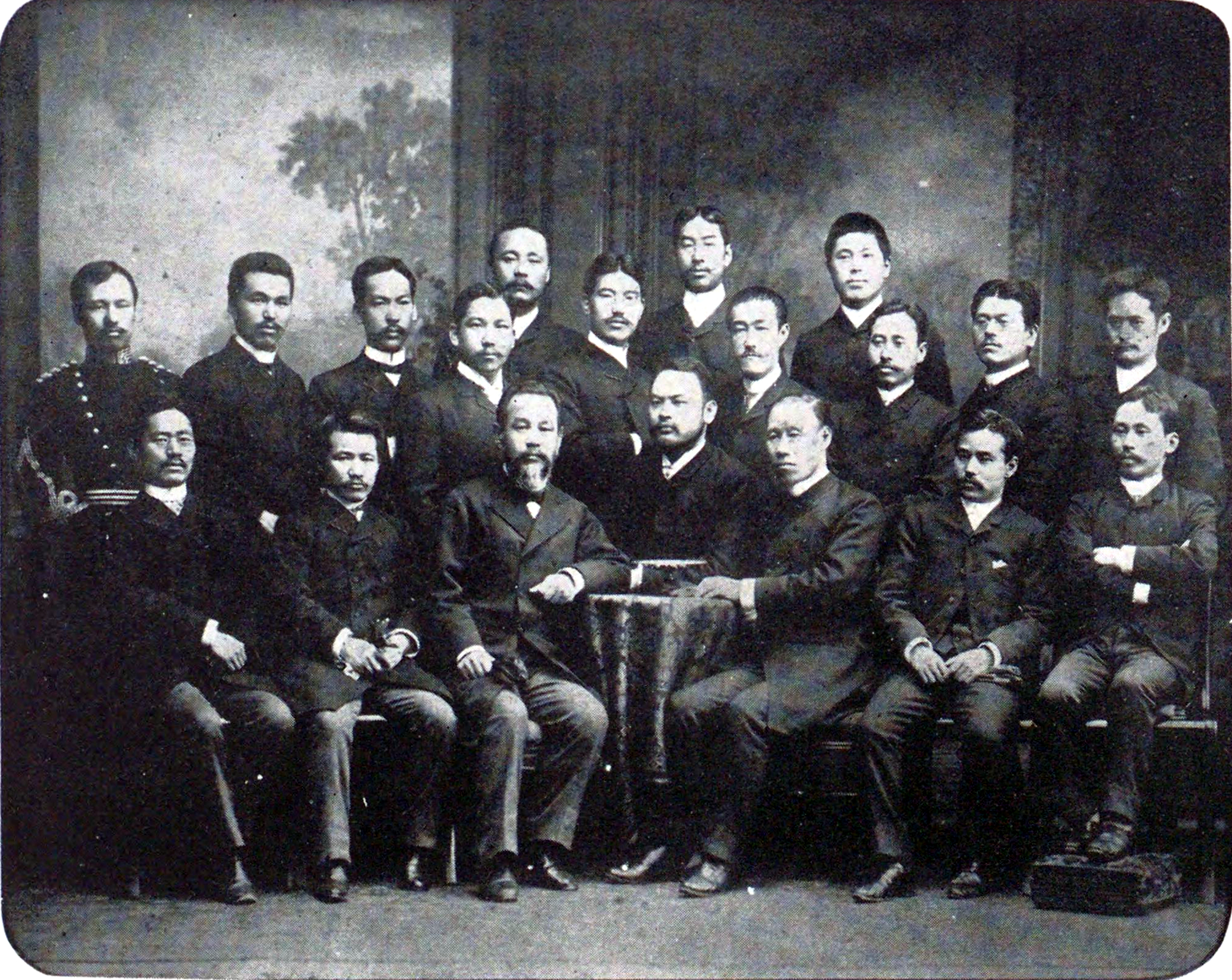
1888年、プロイセン王国ベルリン市にて日本人留学生と。前列左より河本重次郎、山根正次、田口和美、片山、石黑忠悳、隈川宗雄、尾澤主一。中列左から森林太郎、武島務、中濱東一郎、佐方潜蔵（のち侍医）、島田武次（のち宮城病院産科長）、谷口謙、瀬川昌耆、北里柴三郎、江口襄。後列左から濱田玄達、加藤照麿、北川乙治郎

### 単著
- 『刑法改正私考』片山国嘉、1893年10月。
- 『法医学説林 片山先生在職十年祝賀紀念』片山先生在職十年祝賀会、1899年11月。NDLJP:837356。
- 『酒害の予防及ひ救治 片山医学博士演説』銀座会館、1908年6月。
- 『最新 法医学講義 総論』南江堂書店、1908年7月。NDLJP:837315。
- 『片山博士社会医事講話』国家医学会、1911年12月。NDLJP:836924。
- 『法医学鑑定実例』南江堂書店〈近世医学叢書 第58編〉、1912年3月。NDLJP:837353。
- 『羅馬字之仮名式遣方』中西屋書店、1914年12月。NDLJP:944855。
- 『医師薬剤交付権論』片山国嘉、1915年9月。NDLJP:934968。
- 『医師薬剤交付権論』秋南書院、1915年9月。
  - 『続医師薬剤交付権論』秋南書院、1916年8月。
- 『酒害予防論 一名片山式禁酒論』秋南書院、1920年6月。
- 『児魂百歳禁酒の誓約』秋南書院、1920年12月。
- 『禁酒誓約論』秋南書院、1920年12月。
- 『酒害予防問答』秋南書院、1922年7月。
- 『禁酒入門』秋南書院、1922年7月。
- 『国民必読 酒害予防講話』秋南書院、1922年7月。
- 『刑法改正私考』日本犯罪学会、1933年10月。NDLJP:1274281。

### 編集
- 『虎列剌薬方集』島村利助〈医科叢書〉、1882年8月。NDLJP:835204。
- 『人工呼吸法』島村利助〈医科叢書〉、1882年12月。NDLJP:834375。
- 『衛生学』片山国嘉、1883年8月。

### 訳書
- エスマルク『軍陣外科手術 前編』石黒忠悳、1881年3月。
  - エスマルク『軍陣外科手術 後編』石黒忠悳、1881年3月。
- フーゴー・ホッペ『酒害の真相』南江堂書店、1913年6月。
- ホフマン『法医学図譜』南江堂書店、1900年6月。

### 共著
- 片山国嘉、江口襄『裁判医学提綱 前』島村利助、1888年3月。NDLJP:837320。
  - 片山国嘉、江口襄『裁判医学提綱 後』島村利助、1888年3月。NDLJP:837321。